# La profecia de les granotes
La profecia de les granotes (títol original: La prophétie des grenouilles) és una pel·lícula francesa dirigida per Jacques-Rémy Girerd el 2003. Ha estat doblada al català.

## Argument
Les granotes han profetitzat l'arribada d'un nou diluvi universal que, com en temps de Noè tindrà lloc durant 40 dies i 40 nits. Per evitar el desastre, dos adults i dos nens improvisen una espècie d'arca en un graner, on acullen tots els animals de la seva granja i d'un zoo proper. No obstant això, un detall se'ls escapa, ja que per alimentar-se només compten amb 28 tones de patates. Els animals herbívors es conformen i els porquets omplen feliços les seves panxes, però els animals carnívors, sobretot un de molt cruel, intentaran constantment clavar les dents a algun dels seus companys, problema amb el qual els nens hauran d'enfrontar-se per evitar l'extinció de les espècies.

## Veus
- Michel Piccoli: Ferdinand
- Anouk Grinberg: La tortuga
- Annie Girardot: L'elefanta
- Romain Ampolla: El llop
- Raquel Esteve Mora: Granota
- Patrick Eveno: Bernard el gat
- Michel Galabru: L'elefant
- Coline Girerd: Lili
- Manuela Gourary: Louise Lamotte
- Véronique Groux de Miéri: Granota
- Roseline Guinet: Granota
- Kevin Hervé: Tom
- Jacques Higelin: El lleó
- Jacques Kessler: Veu del temps/El conill
- Georgia Lachat: La cabra/Granota
- Pierre-François Martin-Laval: La girafa
- Laurentine Milebo: Juliette
- Françoise Monneret: La gata/Granota
- Gilles Morel: Els cocodrils/El cavall
- Jacques Ramade: Els porcs
- Luis Rego: René Lamotte
- Liliane Rovère: La granota degana
- Line Wible: La vaca/Granota
- Jean-Pierre Yvars: El tigre

## Crítica
"Ritme una miqueta pesat (...) el nucli dur de la història no encaixa massa bé amb els destinataris de la pel·lícula: les criatures de no més de set o vuit anys"